# Auguste Trichon

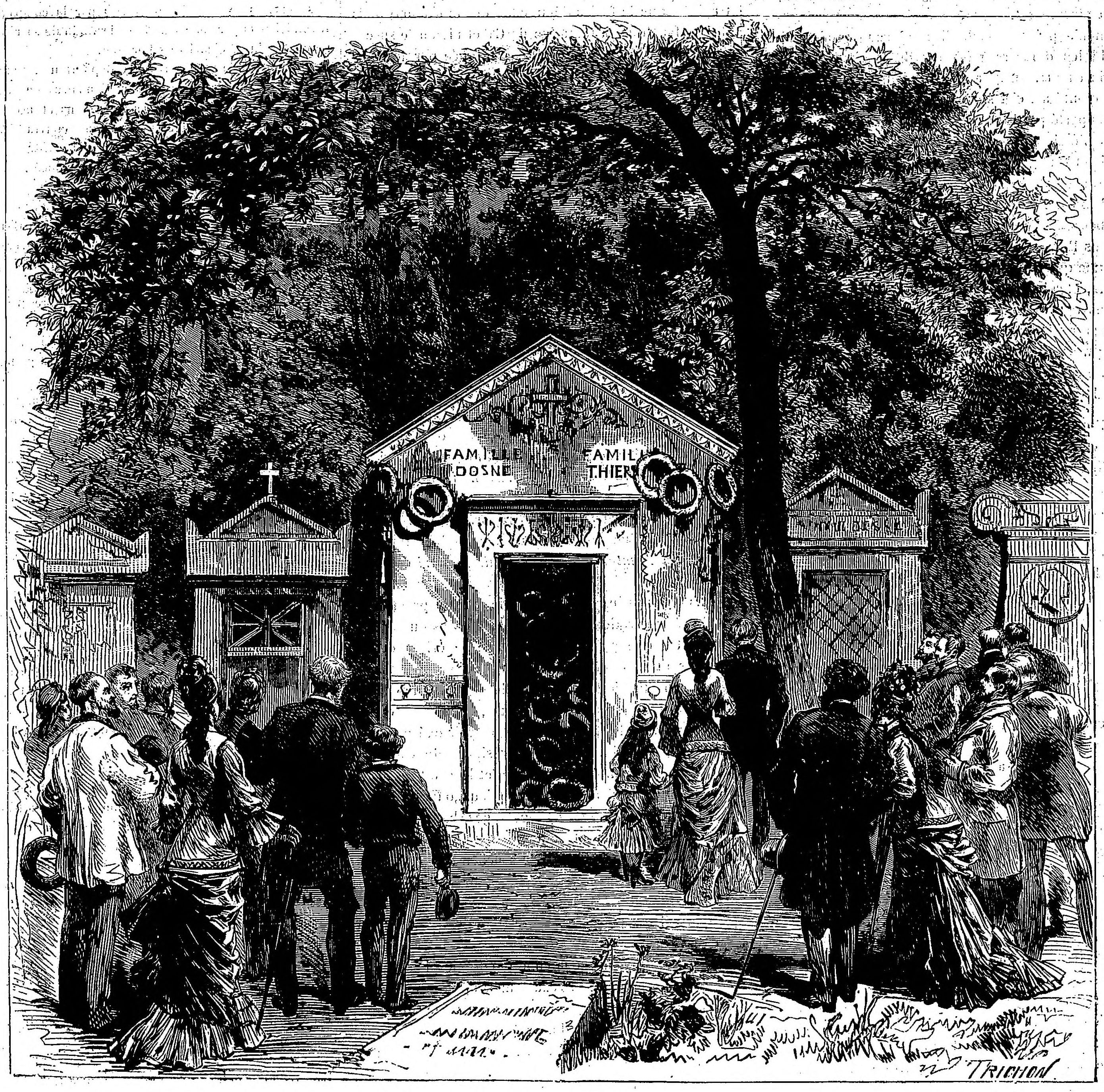
Grabmal von Adolphe Thiers

Jean François Auguste Trichon (* 1. November 1814 in Paris; † 14. September 1898 in Boulogne) war ein französischer Holzschneider.
Auguste Trichon war ein Sohn des Juweliers Charles Auguste Trichon. Er heiratete 1847 Marie Louise Limosin genannt Laforest. Er studierte ab 1835 an der École royale de dessin in Paris und erlernte die Malerei im Atelier von Raymond Quinsac Monvoisin und die Holzschnittkunst bei Henri Brown. Von 1836 bis 1840 schnitt er für alle Illustrationswerke des Verlages Andrew, Best & Leloir. 1844 arbeitet er für das Werk Les Etrangers à Paris; später insbesondere für illustrierte Zeitschriften wie „Musée de Familles“, „L'Illustration“, „Le Journal pour tous“; „Le Magasin des Enfants“, „Le Journal du Dimanche“. Er lieferte auch Holzschnittillustrationen für Kinderbücher von Samuel Griswold Goodrich. Er schuf viele Ansichten von Boulogne. Ab 1865 leitete er eine Schule der Holzschneidekunst für Mädchen. Seine Töchter Marie Augustine Adèle und Marie Louise Adrienne Trichon beschäftigten sich ebenfalls mit dem Holzschnitt.
Zu seinen Schülern gehörten u. a. die Schweizer Paul Armand Girardet und Théodore Girardet sowie die Schwedinnen Tekla Nordström, Anne-Marie Cederquist und Antoinette Vallgren.